# Episodi di Wynonna Earp (seconda stagione)
La seconda stagione della serie televisiva Wynonna Earp, composta da 12 episodi, è stata trasmessa in simultanea sul canale statunitense Syfy e sulla rete canadese Space dal 9 giugno al 25 agosto 2017. In Italia, la stagione è stata interamente pubblicata il 15 novembre 2017 sul servizio on demand Netflix.
| nº | Titolo originale              | Titolo italiano                      | Prima TV USA/Canada | Pubblicazione Italia |
| -- | ----------------------------- | ------------------------------------ | ------------------- | -------------------- |
| 1  | Steel Bars and Stone Walls    | Barre d'acciaio e pareti di pietra   | 9 giugno 2017       | 15 novembre 2017     |
| 2  | Shed Your Skin                | Lascia cadere la tua pelle           | 16 giugno 2017      | 15 novembre 2017     |
| 3  | Gonna Getcha Good             | Andiamo a fare del bene              | 23 giugno 2017      | 15 novembre 2017     |
| 4  | She Ain't Right               | Lei non ha ragione                   | 30 giugno 2017      | 15 novembre 2017     |
| 5  | Let's Pretend We're Strangers | Facciamo finta che siamo estranei    | 7 luglio 2017       | 15 novembre 2017     |
| 6  | Whiskey Lullaby               | Ninna nanna del whiskey              | 14 luglio 2017      | 15 novembre 2017     |
| 7  | Everybody Knows               | Tutti sanno                          | 21 luglio 2017      | 15 novembre 2017     |
| 8  | No Future in the Past         | Nessun futuro nel passato            | 28 luglio 2017      | 15 novembre 2017     |
| 9  | Forever Mine Nevermind        | Per sempre mio non importa           | 4 agosto 2017       | 15 novembre 2017     |
| 10 | I See a Darkness              | Vedo un buio                         | 11 agosto 2017      | 15 novembre 2017     |
| 11 | Gone as a Girl Can Get        | Andato come una ragazza può ottenere | 18 agosto 2017      | 15 novembre 2017     |
| 12 | I Hope You Dance              | Spero che tu balli                   | 25 agosto 2017      | 15 novembre 2017     |